# Rafinha Bastos

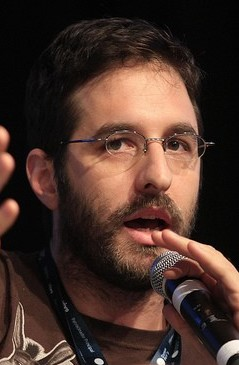
Rafinha Bastos (2012)

Rafinha Bastos, auch gelegentlich Rafi Bastos, eigentlich Rafael Bastos Hocsman (* 5. Dezember 1976 in Porto Alegre, Brasilien) ist ein brasilianischer Comedian, Talkshowmoderator, Basketballspieler und Schauspieler.

## Leben und Wirken
Rafinha Bastos ist jüdischer Herkunft. Zum Anfang seiner Laufbahn war der 1,97 m große Mann als Basketballprofi tätig, dann begann er zu Beginn der 2000er Jahre Comedy zu machen und gründete die ersten Comedyclubs Brasiliens. Dann ging er zum Fernsehen. Dort machte er Comedysendungen wie A Arte do Insulto oder Péssima Influência und bekam eine eigene Talkshow mit dem Namen Agora e Tarde.
Nach 17 Jahren Medienschaffen in seiner Heimat ging er in die USA und trat dort in New York City und Los Angeles in großen Comedyclubs auf. Auch Auftritte im Oman hatte er.
Bastos gilt als Pionier der Stand-up-Comedy in Brasilien und gilt als wichtigster Comedian Lateinamerikas. Seine internationale Bekanntheit kommt durch seine Sketche und Clips auf Englisch. Er nahm am Juste pour rire Festival, dem größten Comedy-Festival der Welt in Montreal teil. Auch auf Netflix ist er mit Shows präsent.

## Erfolge
Bastos gilt als Pionier der Standup-Comedy in Brasilien. 2011 wurde er von der New York Times zur wichtigsten Personality des Jahres gewählt, da er auf Twitter 7 Millionen Follower hatte. 2013 gewann er den Shorty-Award.

## Filmographie (Auswahl)
- Mothern, Fernsehserie, (38 Folgen), 2006–2009.
- Mais Forte que o Mundo: A História de José Aldo, Spielfilm, 2016.
- Chamado Central, Fernsehserie (40 Folgen). 2016–2017.
- Eu, Ela e um Milhão de Seguidores, Fernsehserie, (15 Folgen), 2017.
- Internet: O filme, 2017. Spielfilm.